# نواف شكر الله
نواف شكر الله (ولد 13 أكتوبر 1976 في البحرين) هو حكم بحريني لكرة القدم.
حصل شكر الله على البطاقة الدولية لتحكيم. شارك الحكم في كأس العالم للشباب 2011.
لديه مشاركات في دوري ابطال اسيا ومن المتوقع ان يشارك بتحكيم أحد مباريات كأس العالم 2014.
تم تعيينه لادارة مباراة الاهلي الإماراتي والهلال السعودي. في دور نصف النهائي لدوري ابطال اسيا 2016

## روابط خارجية
- نواف شكر الله على موقع Soccerway.com (الإنجليزية)